# Necropoli di Fiusey
La necropoli di Fiusey (pron. fr. AFI: [fjyzɛj]) è un sito archeologico posto su di uno spiazzo collinare a monte della località omonima del comune di Montjovet, in Valle d'Aosta, sulla destra orografica della Dora Baltea, sul versante opposto rispetto al sito archeologico di Chenal o a Ciseran, dove si sospetta un insediamento dell'età del bronzo.

## Storia e descrizione
La necropoli neolitica di Montjovet, frutto di una scoperta fortuita del 1909, è stata scavata l'anno stesso da Ernesto Schiaparelli per conto della Soprintendenza di Torino. Al di sotto di sepolture medioevali, le indagini archeologiche hanno rivelato la presenza di cinque tombe a inumazione in cista litica, prive di corredo funerario, in cui si conservavano scheletri disposti secondo il rituale della sepoltura secondaria. Questo tipo di sepoltura presenta delle analogie con quelle svizzere del tipo Chamblandes.
La descrizione dettagliata delle tombe della necropoli di Montjovet si deve a Giulio Emanuele Rizzo, ripreso ancora in anni recenti da altre pubblicazioni di archeologi: «Tre di queste erano "in forma di cassa, costruita con lastroni grezzi e scheggiati", chiusa da analoghi lastroni; una ospitava uno scheletro rannicchiato sul fianco sinistro, un'altra, più corta, solo un cranio, la terza ossa di tre scheletri "deposti in disordine". Delle due rimanenti, una mostrava uno “scheletro deposto in disordine nel nudo terreno”, l’altra "due soli cranii, nel lato di un sepolcro determinato da due scheggioni di pietra".»
Come ricorda l'antropologa Savina Fumagalli, «quello del Montjovet fu il primo reperto neolitico che in Piemonte (sic) diede qualche frutto nel campo antropologico».
Nel tempo, ipotesi divergenti sono state fatte sull'integrità o meno delle tombe da parte degli studiosi.
A qualche centinaio di metri a est della necropoli di Fiusey, a 460 m s.l.m. sono state ritrovate delle incisioni rupestri (coppelle e canaletti) su due massi erratici, verso l'inizio del sentiero per Gettaz.

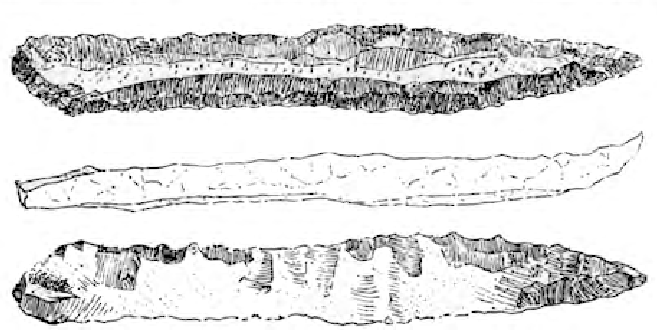
Punteruolo in selce gialla ritrovato in una tomba (disegno di Giulio Emanuele Rizzo)
Una roccia coppellata in frazione Fiusey, a qualche centinaio di metri dalla necropoli.